# Grans Barrow

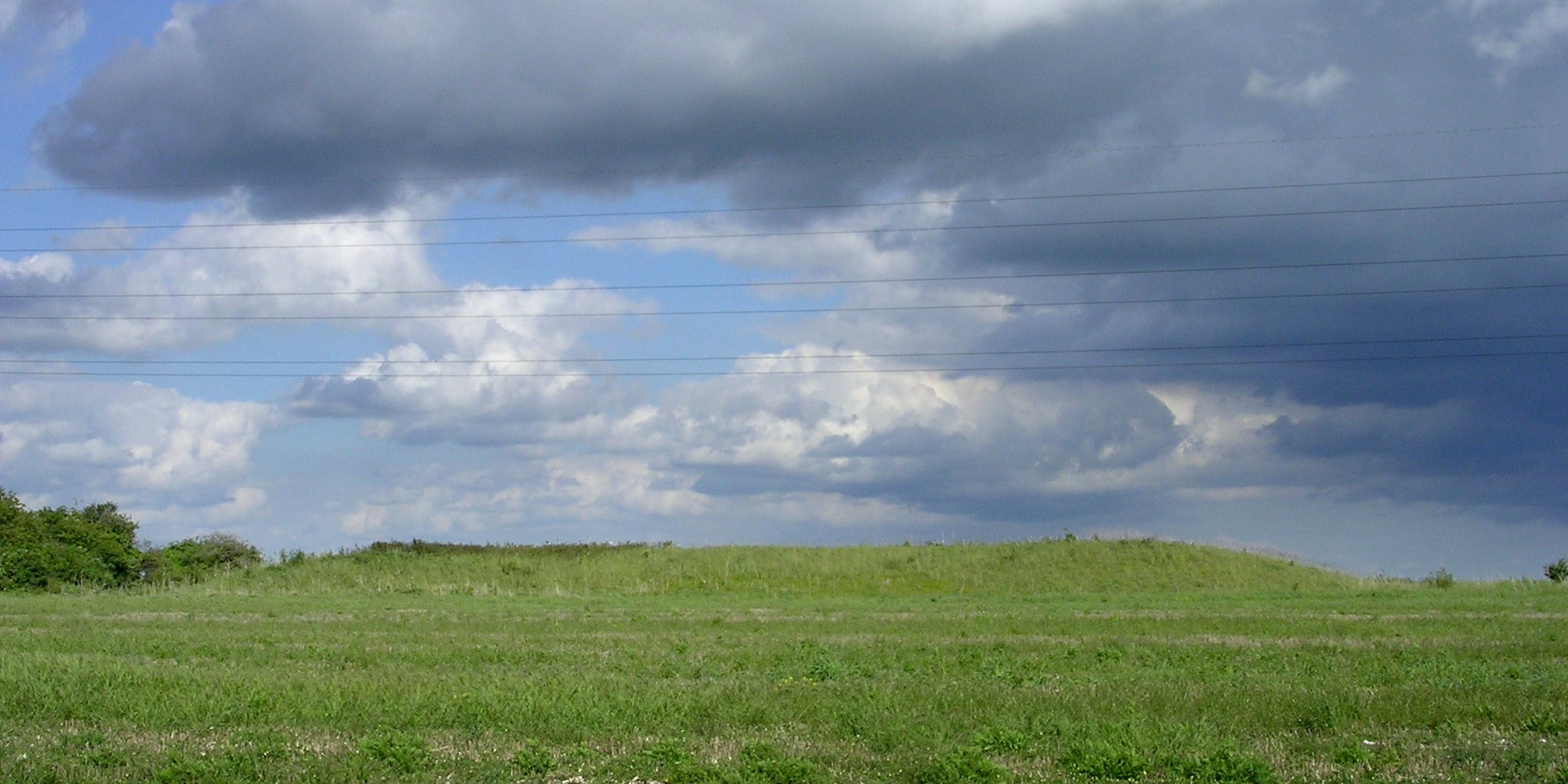
Grans Barrow in Hampshire

Der neolithische Grans Barrow ist einer von etwa 300 Long Barrows in Schottland und England mit einer Konzentration im Süden und Osten Englands. 
Der etwa 2,0 m hohe, 60 m lange und 20 m breite Grans Barrow liegt auf Toyd Dawn in Rockbourne, bei Fordingbridge in Hampshire in England. Die verfüllten, nicht mehr sichtbaren, parallelen flankierenden Gräben waren vom Hügel durch breite Bermen getrennt. Der Grabhügel ist mit seinem etwas größeren Ende nach Süden ausgerichtet entsprechend dem Grat, auf dem er liegt. Das Hügelprofil ist eben ohne erhebliche Depressionen. Von Süden und Westen gesehen ist der Grabhügel auffälliger als das benachbarte Knap Barrow, der aber länger ist. Der Nichtmegalithische Langhügel (englisch non-megalithic monument) und seine Nachbarn sind die am besten erhaltenen und leicht zugänglichen der lokalen Langdolmengruppe. 
Ausgrabungen anderer Hügel erbrachten wenig brauchbare Auskünfte über die Struktur. Im Detail unterscheiden sich die Anlagen zudem. Die hölzerne Kammer hat jedoch immer eine nahezu rechteckige Form, die durch Gruben oder Posten an der Vorder- und Rückwand definiert wird.
Die auf England konzentrierten Hügel bestehen aus Erde, sind also Tumuli (englisch Barrows). Die schottische steinerne Abart, die Steinkammerlosen Long Cairns (Dalladies, Lochhill, Slewcairn) sind in Schottland häufig, in England dagegen wenig verbreitet.